# Nasamons
Les Nasamons (en grec ancien : Νασαμω̃νες, en latin : Nasamones) sont une tribu berbère nomadisant au sud de la grande Syrte (Golfe de Syrte), en Libye antique. On les a parfois confondus avec les Numides, de même que les Garamantes.

## Histoire
Les Nasamons étaient centrés dans les oasis d'Awjila et de Siwa, dans le désert libyen. Comme les Garamantes, ils utilisaient des chars de guerre, et vivaient de pastoralisme extensif, de commerce du sel, en se louant comme mercenaires, mais aussi de razzias occasionnelles sur les colonies grecques en Cyrénaïque : au temps de la guerre du Péloponnèse, les citoyens d'Euhespéridès, assiégés par les Nasamons, reçurent l'aide du général spartiate Gylippos, en route vers la Sicile. 
Plus tard, Pline l'Ancien raconte que les Nasamons ont vaincu et en partie exterminé leurs voisins Psylles, expulsant les survivants de la région. 
L'empereur romain Auguste a envoyé le proconsul Publius Sulpicius Quirinus pour gouverner la Crète et Cyrénaïque en 15 av. J.-C, avec pour mission de pacifier les tribus nomades du désert. Ce fut le cas des Nasamons, temporairement soumis par les Romains, mais restés assez autonomes. Selon Dion Cassius, ils se sont soulevés un siècle plus tard pour ne pas payer les impôts exigés par Rome. Ils ont alors recommencé à piller les villes côtières, jusqu'à ce qu'ils soient repoussés par Gnaeus Suellius Flaccus.
Plus tard, pendant l'Antiquité tardive, et le début du Moyen Âge, les Nasamons sont devenus des vassaux de l'Empire romain d'Orient. Procope écrit qu'ils sont restés fidèles aux croyances berbères jusqu'au VIe siècle, lorsque l'empereur Justinien leur offrit une église à Awjila. 
On ne sait pas ce qu'il est advenu des Nasamons après cette période car leur nom disparaît des chroniques ; il est possible qu'ils soient restés une tribu semi-nomade chrétienne, jusqu'à la conquête musulmane, au VIIe siècle.